# Кітагава Коя
Коя Кітагава (яп. 北川 航也, нар. 26 липня 1996, Сідзуока) — японський футболіст, нападник австрійського клубу «Рапід» (Відень) та національної збірної Японії.

## Клубна кар'єра
Народився 26 липня 1996 року в місті Сідзуока. Вихованець юнацької команди «Сімідзу С-Палс». У дорослому футболі дебютував 2015 року виступами за команду клубу «Сімідзу С-Палс», у складі якого провів понад 100 ігор в японській Джей-лізі.
2019 року перейшов до віденського «Рапіда».

## Виступи за збірну
2018 року дебютував в офіційних матчах у складі національної збірної Японії.
У грудні 2018 року Сасакі був включений в заявку збірної Японії на Кубок Азії 2019 року в ОАЕ. На кубку зіграв в п'яти матчах і став срібним призером турніру.
| Дата       | Місто          | Господарі | Результат | Гості             | Турнір                        | Голи | Примітки |
| ---------- | -------------- | --------- | --------- | ----------------- | ----------------------------- | ---- | -------- |
| 12-10-2018 | Ніїґата        | Японія    | 3 – 0     | Панама            | товариський матч              | -    | 66'      |
| 16-11-2018 | Ойта           | Японія    | 1 – 1     | Венесуела         | товариський матч              | -    | 68'      |
| 20-11-2018 | Toyota         | Японія    | 4 – 0     | Киргизстан        | товариський матч              | -    | 72'      |
| 9-1-2019   | Абу-Дабі       | Японія    | 3 – 2     | Туркменістан      | Кубок Азії 2019 - 1-й етап    | -    | 73'      |
| 13-1-2019  | Абу-Дабі       | Оман      | 0 – 1     | Японія            | Кубок Азії 2019 - 1-й етап    | -    | 57'      |
| 17-1-2019  | Аль-Айн        | Японія    | 2 – 1     | Узбекистан        | Кубок Азії 2019 - 1-й етап    | -    | 90+3'    |
| 21-1-2019  | Шарджа (місто) | Японія    | 1 – 0     | Саудівська Аравія | Кубок Азії 2019 - 1/8 фіналу  | -    | 90+2'    |
| 24-1-2019  | Дубай (місто)  | В'єтнам   | 0 – 1     | Японія            | Кубок Азії 2019 - чвертьфінал | -    | 72'      |
| Усього     |                | Матчів    | 8         |                   | Голів                         | 0    |          |

## Титули і досягнення
- Срібний призер Кубка Азії: 2019